# Histoire culturelle de la Wallonie
L'Histoire culturelle de la Wallonie est un ouvrage collectif dirigé par Bruno Dumoulin, professeur à l'université de Liège, publié par le Fonds Mercator en 2012 avec le soutien financier de la Loterie nationale de Belgique et de la Région wallonne.
Il propose une vision globale, tant historique que thématique de la culture en Wallonie. Il explore notamment « la question brûlante de son identité culturelle, à travers les nombreuses expressions artistiques, musicales ou littéraires témoignant de l'émergence d'un sentiment wallon au fil des siècles. »

## Définition de la Wallonie
Pour éviter tout équivoque avec le terme Wallonie, Bruno Dumoulin définit pour l'ouvrage la Wallonie comme étant la Région wallonne :

« Précisons enfin, pour éviter toute équivoque, que nous avons pris comme objet de notre analyse la Wallonie telle qu’elle est définie dans la réforme constitutionnelle de 1970, c’est-à-dire englobant la Communauté germanophone, mais sans la Région bruxelloise, même s’il va de soi que la présence wallonne importante à Bruxelles et une culture francophone partagée transcendent les frontières institutionnelles. »

Philippe Destatte, qui a participé à la rédaction du livre et qui est directeur général de l’Institut Jules Destrée, considère c'était un choix géographique mais que personnellement il n'aurait pas intégré la Communauté germanophone et n'aurait pris que la région de langue française.